# Dewa
Dewa es un pueblo y nagar Panchayat situado en el distrito de Barabanki en el estado de Uttar Pradesh (India). Su población es de 15662 habitantes (2011). Se encuentra a 26 km de Lucknow, la capital del estado.

## Demografía
Según el  censo de 2011 la población de Dewa era de 15662 habitantes, de los cuales 8231 eran hombres y 7431 eran mujeres. Dewa tiene una tasa media de alfabetización del 50,9%, inferior a la media nacional del 59,5%: la alfabetización masculina es del 54,4%, y la alfabetización femenina del 47%.